# Perla blanchardi
Perla blanchardi är en bäcksländeart som beskrevs av Jacobson och Valentin L'vovitsch Bianki 1905. Perla blanchardi ingår i släktet Perla och familjen jättebäcksländor. Inga underarter finns listade i Catalogue of Life.